# Geranylacetat
Geranylacetat ist eine natürlich vorkommende chemische Verbindung aus der Gruppe der Terpenoide und der Ester aus Geraniol und Essigsäure. 

## Vorkommen

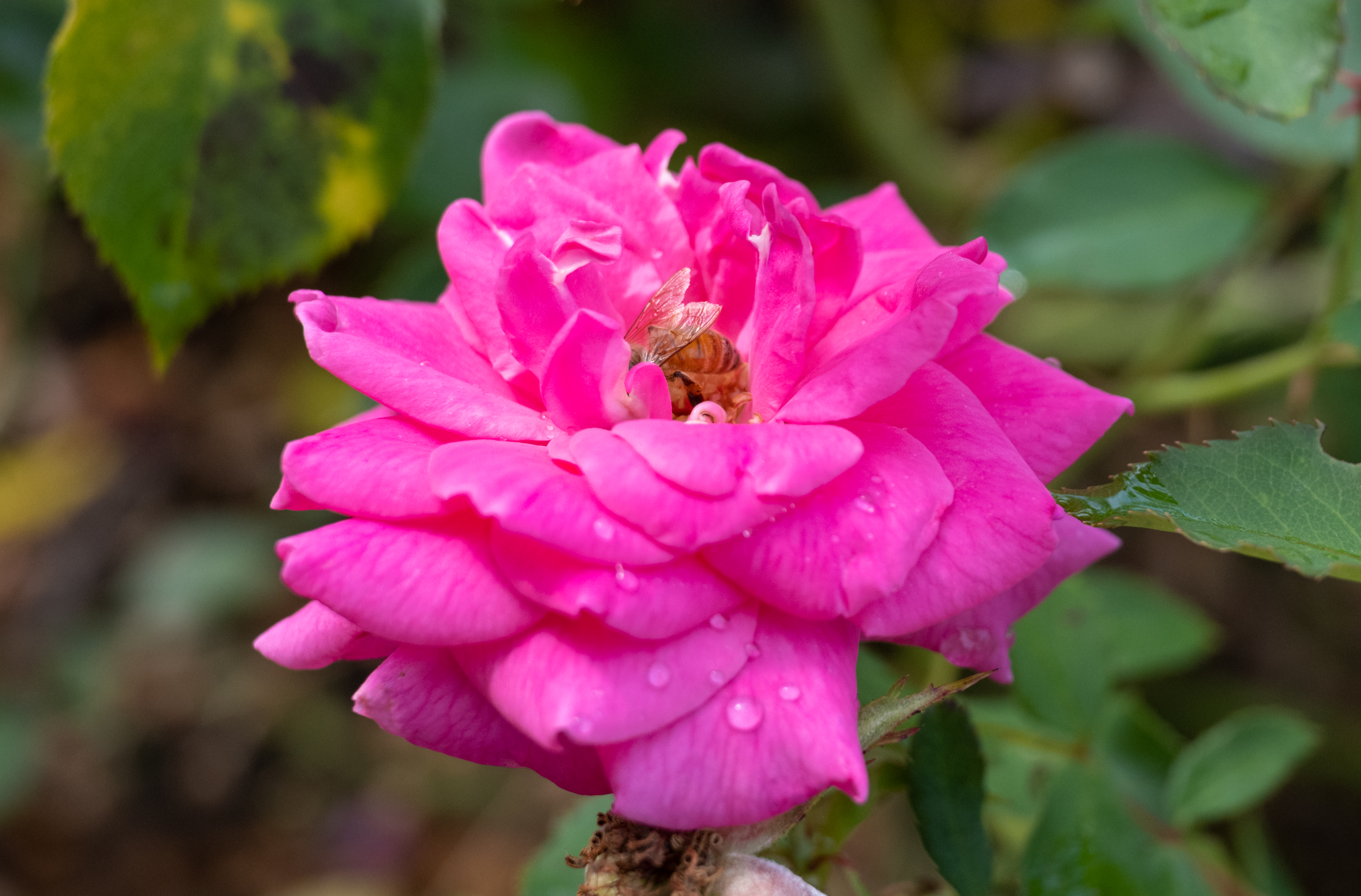
Geranylacetat kommt beispielsweise in Rosen vor

Das acyclische Monoterpenoid ist Bestandteil von ätherischen Ölen. Dazu gehören Zitrusschalenöle wie die von Zitrone und Orange, Grapefruit, Daidai, sowie Bitterorange, Mandarine und Limette. Es ist eine wichtige Komponente im Aroma von Rosen (Rosa hybrida). Die ätherischen Öle von Callitris und Eukalyptus-Arten können bis zu 60 %, Palmarosa-Öl (Cymbopogon martinii) bis zu 14 % Geranylacetat enthalten. Auch in den ätherischen Ölen von Wermutkraut, Koriander, Douglasie, Myrte, sowie Lavendel und Muskatellersalbei kommt es vor. Weiterhin kommt es in Mönchspfeffer (Vitex agnus-castus), dem Japanischen Pfeffer, den Früchten von Strychnos cocculoides (Gattung Brechnüsse) und den Blüten des Apfelbaums vor.
Der Fruchtfliege Bactrocera dorsalis dient es als olfaktorischer Indikator, um Nahrungsquellen zu finden. Geranylacetat ist auch als eine der Hauptkomponenten im Pheromon männlicher Mittelmeerfruchtfliegen enthalten.

## Herstellung
Geranylacetat kann durch Umsetzung von Geraniol mit Acetanhydrid, normalerweise unter Verwendung eines Katalysators, hergestellt werden. Auch eine enzymatische Veresterung von Geraniol mit Essigsäure durch eine Lipase (beispielsweise von Candida antarctica) ist möglich.

## Eigenschaften
Geranylacetat ist eine farblose Flüssigkeit mit blumigem, an Rosen erinnerndem Geruch und mit brennendem, süßlich-bitterem Geschmack. Der Flammpunkt liegt bei 104 °C.

## Verwendung
Der Ester wird vorwiegend als Duftstoff in Kosmetika und Aromastoff in Lebensmitteln eingesetzt. In der EU ist es unter der FL-Nummer 09.011 als Aromastoff für Lebensmittel allgemein zugelassen. In den USA besitzt der Ester eine Einstufung als FEMA GRAS (Generally Recognized As Safe); die Erlaubte Tagesdosis PADI beträgt dort 3,090 Milligramm pro Tag.